# Diadelia setigera
Diadelia setigera là một loài bọ cánh cứng trong họ Cerambycidae.